# Catagramma eunomia
Catagramma eunomia är en fjärilsart som beskrevs av William Chapman Hewitson 1853. Catagramma eunomia ingår i släktet Catagramma och familjen praktfjärilar. Inga underarter finns listade i Catalogue of Life.

## Bildgalleri

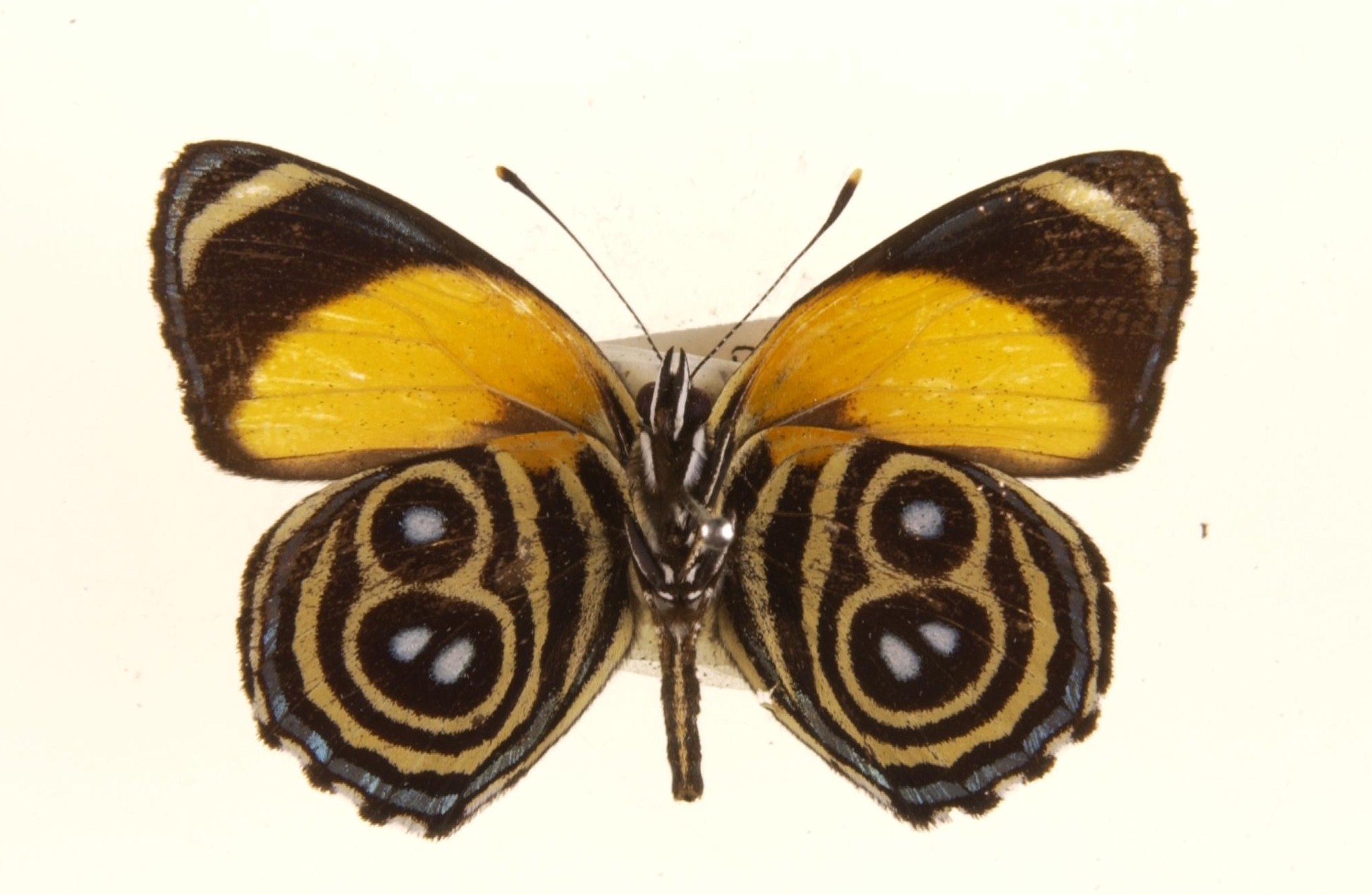